# Nguyễn Hữu Hạnh
Nguyễn Hữu Hạnh (26 tháng 8 năm 1924 – 29 tháng 9 năm 2019) là một cựu tướng lĩnh Bộ binh của Quân lực Việt Nam Cộng hòa, cấp bậc Chuẩn tướng, tình báo viên của quân Giải phóng miền Nam. Ông thường được biết với vai trò là Phụ tá Tổng Tham mưu trưởng cuối cùng của Quân lực Việt Nam Cộng hòa, người đã tác động để Tổng thống Dương Văn Minh sớm ra lệnh cho Quân lực Việt Nam Cộng hòa đầu hàng trước sức tấn công của Quân Giải phóng miền Nam Việt Nam vào cuối tháng 4 năm 1975, chấm dứt cuộc Chiến tranh Việt Nam. Sau này, người ta mới biết được rằng ông chính là một tình báo viên của Cộng hòa Miền Nam Việt Nam.
Sau năm 1975, ông sống với gia đình ở quận Tân Phú, Thành phố Hồ Chí Minh đến năm 2015. Sau đó ông trở về quê Mỹ Tho.
Lúc 6h40 ngày 29 tháng 9 năm 2019, ông từ trần vì tuổi cao sức yếu tại Bệnh viện Thống Nhất, hưởng thọ 95 tuổi. Ngày 2 tháng 10 năm 2019, ông được an táng tại xã Tân Phú Trung, huyện Củ Chi, Thành phố Hồ Chí Minh.
Nguyễn Hữu Hạnh là nhân vật chính của tiểu thuyết Viên chuẩn tướng của Nguyễn Trần Thiết.

## Thân thế và bước đầu binh nghiệp
Ông sinh ngày 26 tháng 8 năm 1924 (theo trích lục tòa thì sinh ngày 10 tháng 7 năm 1926) tại Phú Phong, Châu Thành, tỉnh Mỹ Tho (bây giờ là tỉnh Tiền Giang). Năm 1945, ông tốt nghiệp Trung học chương trình Pháp tại Mỹ Tho với văn bằng Tú tài bán phần (Part I).

### Quân đội Liên hiệp Pháp
Đầu năm 1949, thi hành lệnh động viên, ông nhập ngũ vào Quân đội Liên hiệp Pháp, mang số quân: 46/103072. Theo học tại trường Võ bị Địa phương Nam Việt Vũng Tàu (Cap Saint Jacques). Mãn khóa cùng năm, tốt nghiệp với cấp bậc Chuẩn úy. Ra trường ông được điều đi phục vụ tại một đơn vị Bộ binh giữ chức vụ Trung đội trưởng dưới quyền Thiếu úy Đại đội trưởng Dương Văn Minh, khởi đầu của mối quan hệ thân tình của ông với tướng Dương Văn Minh về sau này. Giữa năm 1950, ông được thăng cấp Thiếu úy tại nhiệm. Cuối năm 1951, ông được thăng cấp Trung úy làm Đại đội trưởng Bộ binh.

### Quân đội Quốc gia Việt Nam
Năm 1952, Quân đội Quốc gia thành lập Bộ Tổng Tham mưu, chính thức chuyển sang cơ cấu mới này, ông được thăng cấp Đại úy và được cử giữ chức vụ Tham mưu trưởng Phân khu Sài Gòn-Chợ Lớn.
Đầu năm 1954, ông học khóa liên đoàn trưởng Liên đoàn lưu động (GM) tại Hà Nội. Cuối năm 1954, với cấp bậc thiếu tá trung đoàn phó trung đoàn 11, ông nhận tiểu khu Long Xuyên do Pháp giao lại.

### Quân lực Việt Nam Cộng hòa
Đầu năm 1955, ông được thăng cấp Thiếu tá tại nhiệm. Ông được gọi về làm tham mưu trưởng cho ông Dương Văn Minh để nhận lãnh phân khu Sài Gòn - Chợ Lớn (gồm Rừng Sác, tỉnh Chợ Lớn, Gia Định, Tây Ninh và thành phố Sài Gòn), phần đất cuối cùng mà Pháp giao lại.
Tháng 10 năm 1955, khi Thủ tướng Ngô Đình Diệm lên làm Tổng thống đổi tên Quân đội Quốc gia thành Quân lực Việt Nam Cộng hòa và mở chiến dịch tiêu diệt Lực lượng Vũ trang của các Giáo phái. Đầu năm 1956 kết thúc chiến dịch dẹp loạn Bình Xuyên, Tổng thống Diệm bắt đầu chiến dịch dẹp quân giáo phái Hòa Hảo vẫn do tướng Minh chỉ huy chiến dịch, tháng 9 cùng năm ông được giữ chức vụ Tham mưu trưởng Chiến dịch Hoàng Diệu đánh quân Giáo phái Hòa Hảo, rồi Tham mưu trưởng Chiến dịch Thoại Ngọc Hầu đánh quân Giáo phái Cao Đài. Tháng 10 năm 1956 ông được thăng cấp Trung tá.
Đầu năm 1957, ông được chỉ định làm tham mưu trưởng Quân khu Thủ đô (sau đổi thành Biệt khu Thủ đô) và khu 5 - Nam bộ. Tháng 8 năm 1958, ông được cử đi du học lớp Chỉ huy Tham mưu cao cấp tại trường Fort Leavenworth, Tiểu bang Kansas, Hoa Kỳ với thời gian 42 tuần. Cuối tháng 7 năm 1959 mãn khóa học về nước, trở về làm trong Bộ tham mưu của ông Dương Văn Minh tại Bộ tư lệnh hành quân (Bộ tư lệnh lộ quân dã chiến).
Đầu năm 1962, ông được cử đi học khóa tình báo, chiến thuật, chiến lược và phản gián tại Fort Hollabird - Maryland (Mỹ). Đầu năm 1963, ông được thắng cấp Đại tá và được cử giữ chức vụ Tham mưu trưởng tại Bộ tư lệnh Quân đoàn IV. Tháng 7 năm 1964, chuyển sang ngành quân huấn, ông được cử giữ chức chỉ huy phó trường Trường Võ bị Quốc gia Đà Lạt. Tháng 7 năm 1967, trở về đơn vị tác chiến, ông được giữ chức tư lệnh phó Sư đoàn 21 Bộ binh Quân lực Việt Nam Cộng hòa đồn trú tại tại Bạc Liêu. Giữa năm 1968, ông được chỉ định chức vụ Tư lệnh biệt khu 44 chiến thuật (gồm các tỉnh: Hà Tiên, Châu Đốc, Kiến Phong và Kiến Tường).
Giữa năm 1969, một lần nữa, ông được điều động trở lại Bộ Tư lệnh Quân đoàn IV giữ chức vụ Phó Tư lệnh dưới quyền Thiếu tướng Nguyễn Viết Thanh. Ngày Quân lực 19 tháng 6 năm 1970, ông được thăng cấp Chuẩn tướng tại nhiệm.
Trung tuần tháng 9 năm 1972, ông thuyên chuyển ra Bộ tư lệnh Quân đoàn II, giữ chức vụ Phó Tư lệnh (do Thiếu tướng Nguyễn Văn Toàn làm Tư lệnh) thay thế Chuẩn tướng Phan Đình Thứ. Giữa năm 1973, thuyên chuyển ra Quân đoàn I giữ chức vụ Chánh Thanh tra Quân đoàn.
Ngày 15 tháng 5 năm 1974, ông nhận được quyết định về hưu do Tổng thống Nguyễn Văn Thiệu ký khi ông mới 48 tuổi. Lý do là ông đã phục vụ trong quân đội quá thời gian quy định (trên 20 năm). Ý đồ sâu xa của Tổng thống Thiệu là loại bỏ bớt những người ngả theo tướng Dương Văn Minh.
Ngày 29 tháng 4 năm 1975, ông tái ngũ trở lại quân đội trong chính phủ Dương Văn Minh với chức vụ phụ tá tổng tham mưu trưởng.

### Tình báo viên của quân Giải phóng miền Nam
Tháng 10 năm 1963, khi đang là Đại tá Tham mưu trưởng Quân đoàn IV, dưới quyền tướng Huỳnh Văn Cao, cha ông là Nguyễn Hữu Điệt qua đời. Do ý nguyện của cha muốn được chôn cất tại quê nhà, nơi đang thuộc quyền kiểm soát của Mặt trận Dân tộc Giải phóng miền Nam tỉnh Mỹ Tho, ông đã thỏa thuận ngưng bắn 3 ngày để làm lễ tang và chôn cất cho cha. Điều này khiến cho Ban binh vận của Trung ương Cục miền Nam chú ý và nảy ý đồ vận động ông làm cơ sở.
Nhiệm vụ tiếp cận, vận động, bồi dưỡng ông được giao cho ông Nguyễn Tấn Thành (Tám vô tư), người bà con bên bà nội (bác, lớn hơn ông khoảng 10 tuổi). Trước đó, có 2 lần ông Thành bị phía quân lực Việt Nam Cộng hòa bắt giữ, nhưng đều được ông can thiệp và trả tự do. Ông được gán mật danh là S7 hoặc Sao Mai, nhưng hầu như không được giao nhiệm vụ gì có thể ảnh hưởng đến vị trí của ông. Ông và ông Thành giữ liên lạc với nhau đến tận cuối năm 1974. Nguyễn Hữu Hạnh đã cung cấp cho cách mạng các tin tức chiến lược như: khi Phước Long thất thủ, ông nói không có quân tiếp viện. Buôn Mê Thuột bị bỏ ngỏ, quân Việt Nam cộng hòa không có chuẩn bị, khi thất thủ không có tổ chức nào ở lại hậu phương. Khi quân giải phóng tiến về miền Nam, ông đề nghị quân xung kích Giải phóng quân cần tiến nhanh, không sợ bị phản công, ở hậu phương khi cần giao lãnh thổ lại cho địa phương quân. Đối với nội bộ chế độ Sài Gòn, ông tìm cách kích động những sĩ quan chống lại chính sách của Nguyễn Văn Thiệu, chống tham nhũng.

#### Vai trò năm 1975
Khi Quân Giải phóng tiến vào Nam, Binh vận Trung ương Cục phái bác Tám Thành gặp ông bàn về việc ông Dương Văn Minh lên nắm chính quyền. Chừng đó ông phải tìm cách nắm quân đội, tìm mọi cách thuyết phục ông Minh đầu hàng. Trường hợp không được sẽ phối hợp với Quân Giải phóng chiếm lấy phần lãnh thổ còn lại. Ông đưa ý kiến: "muốn thúc đẩy người ta giao nhanh cho ông Minh, quân cách mạng phải cắt đứt các đường lộ dẫn vào Sài Gòn cỡ cấp sư đoàn".
Ngày 28 tháng 4 năm 1975, sau khi Đại tướng Dương Văn Minh lên nắm chức vụ Tổng thống, ông được phân công giữ chức Phụ tá cho tân Tổng tham mưu trưởng - Trung tướng Vĩnh Lộc. Tuy nhiên, không lâu thì tướng Vĩnh Lộc đào ngũ. Chỉ thị của ông Dương Văn Minh khi ông mới nhậm chức là không được di chuyển quân, chờ thương thuyết. Vì muốn giữ Sài Gòn được nguyên vẹn và giúp quân Giải phóng tiến nhanh nên từ chiều 29 tháng 4 ông đã ra lệnh: "Không được phá cầu. Đơn vị nào muốn phá cầu phải có lệnh của Bộ tổng tham mưu". Ông còn đồng ý cho tướng Toàn rút Bộ tư lệnh quân đoàn 3 về bên kia sông Đồng Nai (vì biết tướng Toàn muốn đào ngũ), nhờ đó quân Giải phóng chiếm Biên Hoà một cách dễ dàng.
Ngoài ra, ông cho Quân cảnh tung hết các lực lượng để giữ an ninh trật tự cho thành phố, thu hồi và đưa về quân vụ súng ống của các quân nhân đi lẻ tẻ ngoài phố
Khi được làm phụ tá tổng tham mưu trưởng, ông đã vận động để thúc đẩy ông Dương Văn Minh đơn phương tuyên bố bàn giao quyền lại cho Cộng hòa Miền Nam Việt Nam. Theo lời kể của ông và 1 số tướng tá khác như Nguyễn Chánh Thi, và cựu dân biểu Lý Quí Chung, thì sáng ngày 28 tháng 4, sĩ quan tình báo Pháp Francois Vanussème đã tới gặp Tổng thống Dương Văn Minh, đề nghị Việt Nam Cộng hòa hãy kêu gọi Trung Quốc đem quân tấn công vào Việt Nam để cứu vãn tình hình. Một nhân viên ngoại giao Trung Quốc đã đề nghị Quân đội Sài Gòn hãy cố thủ Vùng 4 Chiến thuật, hứa hẹn Trung Quốc sẽ đem quân đánh vào biên giới miền Bắc Việt Nam để giải vây. Duơng Văn Minh, vốn đã được Ban Binh vận Trung ương Cục miền Nam thông qua em trai là Dương Thanh Nhựt (bí danh Mười Ty, Đại tá Quân Giải phóng Miền Nam), gia đình cũng như ông Hạnh thuyết phục từ trước, đã từ chối và nói: 
| “ | Tôi cảm ơn thiện chí của ông, nhưng trong đời tôi, tôi đã từng làm tay sai cho Pháp, rồi tay sai cho Mỹ, đã quá đủ rồi. Tôi không thể tiếp tục làm tay sai cho Trung Quốc. | ” |

8h sáng 30 ngày 4, các ông Dương Văn Minh, Nguyễn Văn Huyền và Vũ Văn Mẫu quyết định đơn phương tuyên bố bàn giao chính quyền lại cho Cộng hòa Miền Nam Việt Nam. Ông Mẫu ngồi soạn lời tuyên bố, mất khoảng một tiếng đồng hồ. Đến 9h, ông Minh đọc vào máy ghi âm. Trong lúc Dương Văn Minh thâu băng lời tuyên bố, Nguyễn Hữu Hạnh gọi điện cho tướng Nguyễn Khoa Nam và yêu cầu tướng Nam cố gắng thi hành lệnh tổng thống sẽ phát trên Đài Vô tuyến Việt Nam. Nguyễn Hữu Hạnh cũng đến Đài phát thanh để ra nhật lệnh cho quân đội và các lực lượng vũ trang buông súng thi hành lệnh của tổng thống. Tuyên bố của ông Dương Văn Minh, nhật lệnh của Nguyễn Hữu Hạnh được truyền đi trên Đài Vô tuyến Việt Nam lúc 9h30.
| “                                     | Tôi, chuẩn tướng Nguyễn Hữu Hạnh, phụ tá tổng tham mưu trưởng, thay mặt trung tướng Vĩnh Lộc (tổng tham mưu trưởng, vắng mặt), yêu cầu tất cả quí vị tướng lãnh và quân nhân các cấp hãy triệt để thi hành lệnh của Tổng thống Việt Nam Cộng hòa về ngưng bắn. Các cấp chỉ huy Quân lực Việt Nam Cộng hòa hãy sẵn sàng liên lạc với các cấp chỉ huy quân đội của Chính phủ Cách mạng lâm thời Cộng hòa miền Nam Việt Nam để thực hiện ngưng bắn một cách không đổ máu. | ” |
| — Nhật lệnh của tướng Nguyễn Hữu Hạnh | |   |

Ông cũng là một trong 2 tướng lĩnh bên cạnh Tổng thống Dương Văn Minh trong giờ phút cuối cùng của chế độ Việt Nam Cộng hòa (người thứ 2 là Trung tướng Nguyễn Hữu Có, đối thủ cũ của tướng Dương Văn Minh).
Sau năm 1975, do là tình báo viên ghi công trong việc tác động đến sự đầu hàng của Quân lực Việt Nam Cộng hòa, ông không phải đi cải tạo, mà còn được giữ chức vụ Tổng thư ký Hội nhân dân bảo trợ Nhà trường, sau được bầu Ủy viên Trung ương Mặt trận Tổ quốc Việt Nam với tư cách là Nhân sĩ yêu nước và giữ chức vị đó cho đến khi về hưu.
Ngoài ra, ông còn được Cộng hòa Miền Nam Việt Nam tặng Huân chương Quân công hạng nhất

### Vị tư lệnh thận trọng
Trong cuộc đảo chính Tổng thống Diệm ngày 1 tháng 11 năm 1963, chính ông đã ngầm ủng hộ cho tướng Dương Văn Minh làm đảo chính, hỗ trợ Đại tá Nguyễn Hữu Có chiếm quyền chỉ huy Sư đoàn 7 Bộ binh, khuyên tướng Huỳnh Văn Cao án binh bất động, ngăn cản Lực lượng quân đoàn IV về chống đảo chính, giúp cuộc đảo chính thành công.
Năm 1967, ông được chỉ định giữ chức vụ Phó Tư lệnh Sư đoàn 21 Bộ binh do Thiếu tướng Nguyễn Văn Minh (tức Minh Đờn) làm Tư lệnh.
Năm 1968, ông được cử giữ chức vụ Tư lệnh Biệt khu 44 (bao gồm Hà Tiên, Châu Đốc, Kiến Phong và Kiến Tường). Trong nhiều lần đối mặt với lực lượng cách mạng, ông đều lệnh cho binh sĩ đánh ở thế giằng co mà không tiến chiếm mục tiêu. Khi quân giải phóng rút quân ông cũng ra lệnh rút quân về. Các cố vấn Mỹ mỉa mai gọi ông là "Tư lệnh thận trọng", "Tư lệnh không bao giờ chiếm mục tiêu".. Ông đã từ chối không B 52 thả bom vào mật khu trên Kênh Tháp Mười, viện lẽ quá đông dân.
Lúc ông làm tư lệnh phó sư đoàn 21, trong những cuộc hành quân, ông chia sẻ: "Tôi cho lệnh trực thăng võ trang phải thận trọng, khi nào dưới đất bắn lên mới được bắn lại". Ông nói với thiếu tướng Nguyễn Văn Minh (tức Minh Đờn), tư lệnh sư đoàn: "Sư đoàn đã sử dụng hỏa lực bừa bãi. Thấy cảnh chết chóc nhiều tôi không chịu nổi, có lẽ tôi sẽ không làm việc lâu với anh".

## Gia đình
Ông nội của ông là Nguyễn Quang Phát, bà nội là Phạm Thị Trà. Cha là Nguyễn Hữu Điệt. Mẹ là Nguyễn Thị Có (Tư Hiền).
Ông có 11 người con, có người sinh sống ở Đức, hầu hết sinh sống làm ăn ổn định tại Thành phố Hồ Chí Minh. Sau ngày người bạn đời mất, ông buồn bã thường về dưới quê sống
Trong thời gian lưu lại Châu Thành, Tiền Giang, ông đã giúp đỡ cho bà Trần Thị Hiệp (còn gọi là bà Tư bóng), một phụ nữ góa chồng, nuôi năm con rất nghèo với nghề bán vé số dạo nhỏ hơn ông 33 tuổi. Ông quay về Ủy ban Mặt trận Tổ quốc Việt Nam - Thành phố Hồ Chí Minh mượn 30 triệu đồng trả góp trừ lương 2 triệu/tháng để xây một căn nhà khoảng 30m² ngay nghĩa địa làm nơi sinh sống. Các con của ông kịch liệt phản đối, ông cương quyết với lập trường tình yêu tuổi già nên cuối cùng các con cháu ông phải nhượng bộ

## Liên kết
- Tướng Nguyễn Hữu Hạnh
- Phỏng vấn Nguyễn Hữu Hạnh, 1981 Lưu trữ ngày 4 tháng 3 năm 2016 tại Wayback Machine